# Jasieniowa
Jasieniowa (521 m n.p.m.) – rozległa, dwuwierzchołkowa góra na Pogórzu Śląskim, wznosząca się od południa nad Goleszowem w województwie śląskim.

## Położenie i charakterystyka
Jasieniowa leży w głównym wododziale Polski, rozdzielającym dorzecza Odry i Wisły, biegnącym od Wielkiej Czantorii przez Małą Czantorię, Tuł, Zagoj i Machową na Jasieniową, a dalej przez centrum Goleszowa na Chełm. Cały masyw Jasieniowej znajduje się w granicach gminy Goleszów: większość (wraz ze szczytami) w sołectwie Goleszów, podnóża południowo-wschodnie w sołectwie Cisownica, południowo-zachodnie – w sołectwie Dzięgielów.
Jasieniowa posiada dwa wierzchołki o zbliżonej wysokości: główny - południowo-zachodni - (521 m n.p.m.) oraz północno-wschodni (519 m n.p.m.), zwany Wyrchgóra (lub: Wyrgóra). Wznosi się o 130–170 m ponad otaczające ją doliny. Jej zbocza południowe i zachodnie odwadnia potok Łabański wraz ze swym prawobrzeżnym dopływem, poprzez Puńcówkę i Olzę należący do dorzecza Odry, natomiast wschodnie i północne – Podłęczanka, należąca przez Radoń i Bładnicę do dorzecza Wisły. Stoki masywu są dość znacznie rozczłonkowane i dodatkowo pocięte starymi wyrobiskami kamieniołomów, z wyjątkiem pasa pół i łąk u podnóży w całości zalesione. Na zboczach dwa zbiorniki wodne w wyrobiskach dawnych kamieniołomów: „Ton” (powierzchnia 1,8 ha, powstało przez naturalne wypełnienie wodą, spływającą ze zboczy Jasieniowej, dawnego kamieniołomu materiału eksploatowanego w przeszłości dla cementowni „Goleszów”) na północy oraz „Księżycowe jeziorko” w centrum masywu.

## Budowa geologiczna
Jasieniowa zbudowana jest z wapieni cieszyńskich, stanowiących najstarsze - liczące 140-150 mln lat - skały fliszu Karpat Zewnętrznych. Jest to tzw. wapień okruchowy, powstały z niszczenia jeszcze wcześniej osadzonych skał wapiennych. Niższe warstwy, pochodzące z końca jury (tyton), składają się tu z cienkoławicowych, drobnoziarnistych wapieni okruchowych, jasno- lub ciemnoszarych, przekładanych szarymi łupkami marglistymi. Warstwy wyższe, pochodzące już z kredy (berrias), to średnio- i gruboławicowe (do 2 m miąższości), gruboziarniste i zlepieńcowate wapienie okruchowe, również przekładane łupkami. Składają się one z okruchów wapieni ciemno zabarwionych, wśród których spotyka się kilkucentymetrowej średnicy otoczaki jasnych wapieni.
We wschodniej części masywu Jasieniowej, na granicy Goleszowa i Cisownicy, w granicach leśnictwa Dzięgielów, zostało utworzone w 2009 r. stanowisko dokumentacyjne o powierzchni 5,32 ha. Szczególnym celem ochrony jest tu zachowanie ze względów przyrodniczych, naukowych, dydaktycznych i krajobrazowych unikatowych odsłonięć fliszu karpackiego, w tym wapieni cieszyńskich, a także stanowisk rzadkich gatunków roślin i zwierząt.

## Gospodarcze wykorzystanie surowców Jasieniowej
Tutejsze wapienie były eksploatowane od XVII w. W niewielkich, polowych wapiennikach wypalano z nich wapno. W 1889 r. Eryk Gasch rozpoczął u stóp góry „Kurzowej” produkcję wapna do celów budowlanych oraz jako nawóz dla rolnictwa, a od 1899 r. do lat 70. XX w. tutejszy kamień wapienny był surowcem do produkcji cementu w goleszowskiej cementowni. Po eksploatacji kamieniołomów pozostało kilkanaście wyrobisk (m.in. „Ton” ze sztucznym jeziorkiem u północnych podnóży góry oraz „W Buczynie” na jej stokach południowo-zachodnich), a także ślady torowisk kolei wąskotorowych na zachodnich zboczach góry. Również zachodnimi zboczami masywu biegła linia towarowej kolei linowej, zbudowanej przez jedną z czeskich firm w czasie II wojny światowej. Służyła ona do transportu urobku z kamieniołomu u podnóży Tułu do goleszowskiej cementowni. Jej wagoniki zostały unieruchomione w latach 70., a później linię zdemontowano. Pozostało po niej kilka betonowych fundamentów podpór oraz charakterystyczny betonowy, ochronny „wiadukt” w miejscu, w którym linia krzyżowała się z wiodącą południowymi stokami Jasieniowej drogą z Dzięgielowa do Cisownicy.

## Flora
Wapienne podłoże decyduje o bogatej i interesującej florze, znacząco różniącej się od roślinności sąsiedniego masywu Czantorii. Występuje tu szereg gatunków roślin wapienio- i ciepłolubnych, m.in. klon polny (paklon), kilka gatunków storczykowatych (m.in. kruszczyk drobnolistny i wyblin jednolistny), a także rzadki wawrzynek wilczełyko i oman wąskolistny.

## Turystyka
Zachodnie stoki Jasieniowej trawersuje znakowany czarnym kolorem szlak turystyczny z Goleszowa na Wlk. Czantorię. Masyw Jasieniowej przecina również, znakowany kolorem czerwonym, gminny szlak spacerowy w formie pętli, zaczynający się i kończący w Goleszowie.